# Саморок Владислав Олександрович
Владислав Олександрович Саморок (15 квітня 2002, Вовчанськ — 11 березня 2022, Рубіжне) — старший лейтенант підрозділу НГУ, учасник російсько-української війни, який загинув у ході російського вторгнення в Україну в 2022 році.

## Життєпис
Народився і виріс в місті Вовчанськ Харківської області. Закінчив 11 класів Вовчанської гімназії. Згодом працював будівельником, був співробітником друкарні. Займався спортом та комп'ютерними іграми. Зі шкільних років виявляв бажання бути військовим та планував вступити до Академії Нацгвардії або ХНУПС. Мав ваду серця, через що спочатку отримував відмову, пізніше таки підписав контракт.
На момент російського вторгнення в Україну проходив службу в 3 БрОП.
Загинув 11 березня 2022 року в боях з російськими окупантами.

## Нагороди
- орден «За мужність» III ступеня (2022, посмертно) — за особисту мужність і самовіддані дії, виявлені у захисті державного суверенітету та територіальної цілісності України, вірність військовій присязі, зразкове виконання службового обов’язку.